# Giáo phận vương quyền Montenegro
Giáo phận vương quyền Montenegro là một công giáo giáo hội tồn tại từ năm 1516 đến năm 1852. Nó xuất hiện từ các giám mục của Cetinje, sau này là các đô thị, những người bất chấp sự thống trị của Ottoman và chuyển giáo xứ Cetinje thành một nền dân chủ thực tế, cầm quyền như Metropolitans (vladika, trả lại " Hoàng tử-Giám mục "). Lịch sử bắt đầu với Vavila, và hệ thống đã được chuyển đổi thành một di sản của Danilo Šćepčević, một giám mục của Cetinje, người thống nhất một số bộ lạc của Montenegro vào cuộc chiến chống Đế chế Ottomanđã chiếm phần lớn Đông Nam Châu Âu. Danilo là người đầu tiên của Nhà của Petrović-Njegoš để chiếm văn phòng như Metropolitan of Cetinje cho đến năm 1851, khi Montenegro trở thành một nhà nước thế tục (Principality) dưới Danilo I Petrović-Njegoš. Ngoài ra, nó đã trở thành một chế độ quân chủ ngắn gọn khi nó đã được tạm thời bãi bỏ 1767-1773, khi kẻ mạo danh Little Stephen, đặt ra là Hoàng đế Nga và đăng quang mình là Lord of Montenegro.

## Tên
Nhà nước hầu như là Metropolitan of Zeta dưới sự giám sát của gia đình Petrović-Njegoš. Tên chủ yếu được sử dụng trong lịch sử là "Metropolitanate of Cetinje" hoặc "Cetinje Metropolitanate" (Цетињска митрополија). [1] Người nắm giữ văn phòng cao nhất của chính trị là Metropolitan (vladika, cũng được trả lại "hoàng tử-giám mục" [2]). Metropolitan Danilo I (1696–1735) gọi mình là "Danil, Metropolitan of Cetinje, Njegoš, Công tước xứ Serb" („Данил, владика цетињски, Његош, војеводич српској земљи..."). [3] [4] Khi Bjelopavlići và phần còn lại của Hill đã được tham gia vào nhà nước trong sự cai trị của Peter I, nó đã được chính thức gọi là "Black Mountain (Montenegro) và Hills" (Црна Гора и Брда). [5]
Travers Twiss sử dụng thuật ngữ tiếng Anh "Prince-Bishopric of Montenegro", lần đầu tiên vào năm 1861. [6]

## Lịch sử

### Thời kỳ vladikas tự chọn
Vladikas được bầu trong 180 năm bởi các thủ lĩnh gia tộc và người dân trên hội đồng Montenegro được gọi là Zbor, một thỏa thuận cuối cùng đã bị bỏ rơi ủng hộ hệ thống di truyền. Người đầu tiên trong số họ, Vavila, có một triều đại tương đối yên bình mà không có nhiều cuộc xâm lược Ottoman, dành phần lớn thời gian của mình để bảo trì in ấn báo chí trên Obod. Người kế nhiệm ông, người Đức II, không may mắn như vậy. Skenderbeg Crnojević, một thành viên bị đình đốn của gia đình Crnojević đưa ra tuyên bố của mình trên Montenegro, và tìm cách nắm bắt nó như là một chư hầu Ottoman. Vukotić, thống đốc dân sự của Montenegro, đẩy anh ta, và đó là sự nhiệt tình của người Montenegro vì mục đích Kitô giáo, rằng họ đã hành quân vào Bosnia và gia tăng cuộc bao vây Jajce, nơi quân đồn trú của Hungary bị quân đội Sultan chặn lại. [7] Người Thổ Nhĩ Kỳ đã quá bận rộn với cuộc chiến Hungary để trả thù, và đến năm 1570, Montenegro mới phải đối mặt với một cuộc xâm lăng Ottoman khác. Ba vladikas tiếp theo, Paul, Nicodin và Makarios, đã tận dụng thời gian dài này để tăng ấn phẩm của báo chí, và nhiều thánh vịnh và bản dịch của các sách Tin Mừng được sản xuất tại Công quốc nhỏ và xa xôi này. [7]
Năm 1570, các cuộc xâm lược quy mô lớn đã được gia hạn. Montenegro phải đối mặt với hai người trong số họ do Ali-pasha của Shkodër lãnh đạo, người đầu tiên trong số họ bị đẩy lùi một cách rõ ràng, nhưng sau đó lại bị một số người thiệt mạng nặng nề. Pahomije, Hoàng tử-Giám mục tại thời điểm đó, đã không thể tiếp cận Ipek cho buổi lễ dâng mình, và quyền lực của ông do đó đã bị suy yếu trong con mắt của người dân. Những người nổi loạn hoang mang, được phép định cư tại đất nước vào thời điểm Staniša đánh bại, chào đón quân đội Pasha với vòng tay rộng mở, và nhờ sự phản bội của họ, ông ta có thể chiếm được lâu đài Obod và phá hủy ấn phẩm quý giá, Ivan Crnojević đã thành lập ở đó một thế kỷ trước đó. [7] Trong thời cai trị của Pahomije, người Montenegro đã chiến đấu trong Chiến tranh Sípthay mặt Cộng hòa Venice. [số 8]
Vladika tiếp theo mà chúng ta có nhiều nguồn tin hơn, Rufim Njeguš, cai trị từ năm 1594 đến năm 1631. Ông được ghi nhận là một nhà lãnh đạo quân sự đặc biệt, giúp đỡ Banat Uprising (1594) và đánh bại một số cuộc xâm lược Ottoman của Montenegro - năm 1604, 1612 và 1613.
Đầu tiên trong số họ lên đến đỉnh điểm trong Trận Lješkopolje (1604). Sanjak-bey của Shkodër Ali-bey Mimibegović dẫn đầu một đội quân 12.000 từ Podgorica và đụng độ với 400 người Montenegro ở Lješanska nahija. Rufim tăng cường họ với 500 Katunjani trong ngày và gửi hàng chục nhóm nhỏ ba thành viên, trong tổng số 50 chiến binh để theo dõi và tấn công đối thủ từ phía sau. Trận chiến kéo dài suốt đêm, khi lúc bình minh Montenegrins tung ra một cuộc đột kích bất ngờ gây thù địch. Ali-beg bị thương và rút lui với 3.500 thương vong, trong khi secondaban Ćehaja thứ hai của ông bị giết. [8] [9]
Tám năm sau, vào năm 1612, Sultan xác định rằng ông sẽ quét những người leo núi thách thức khỏi mặt đất. Một đội quân gồm 25.000 người đã bị bắt giữ chống lại quốc vương, Cuộc chiến quyết định diễn ra không xa Podgorica. Nhưng kỵ binh Thổ Nhĩ Kỳ là vô ích ở một đất nước như vậy. Ban nhạc nhỏ của người Thổ Nhĩ Kỳ giữ đất của họ, kẻ thù ném mình vào đá của họ vô ích, và bông hoa của hiệp sĩ Ottoman đã bị bỏ lại trên sân. [7]
Năm sau, một lực lượng lớn hơn vẫn được thu thập bởi Sanjak-bey mới được bổ nhiệm của Shkodër Arslan-bey Balićević, và nếu các cuộc chiến tranh luôn được quyết định bằng số điện thoại của Montenegro sẽ bị phong ấn, những kẻ xâm lược gấp đôi dân số của công quốc. [7] Bey chia lực lượng của mình thành hai, và giao nhiệm vụ đầu tiên cho quân đội với sự xâm nhập của Cetinje và quân đội thứ hai với việc ngăn chặn các lực lượng nổi dậy xung quanh Spuž. Cả hai đội quân đều thất bại, khi đội quân đầu tiên bị dừng lại ở Lješkopolje một lần nữa mà không tới Cetinje, và người thứ hai bị đánh bại khi Rufim đích thân dẫn đầu một cuộc tấn công của 700 Katunjani tới sự trợ giúp của Piperi, Bjelopavlići và Rovčanicác lực lượng đã thu hút kẻ thù quanh làng Kosov. Sáu tháng đã bị chiếm đóng trong các cuộc đụng độ và các cuộc xung đột, và đến ngày 10 tháng 9 năm 1613, hai quân đội đã gặp nhau tại chỗ Staniša đã bị đánh bại hơn một thế kỷ trước đó. Người Montenegro, mặc dù được hỗ trợ bởi một số bộ tộc láng giềng, hoàn toàn đông hơn. Nhưng sự dũng cảm và sức mạnh của họ không cân xứng với con số của họ. Hiếm khi người Thổ Nhĩ Kỳ nhận được một cú đánh quá mạnh. Arslan-bey bị thương, và những người đứng đầu chỉ huy thứ hai của ông và hàng trăm sĩ quan Thổ Nhĩ Kỳ khác đã bị bắt và bị kẹt trên các thành lũy của Cetinje. Quân đội Ottoman chạy trốn trong vô trật tự; nhiều người đã bị chết đuối trong vùng biển của Morača, nhiều người bị ngã bởi những thanh kiếm của những kẻ truy đuổi họ. Không có quý nào được đưa ra. [7] [8]
Năm 1623 Soliman, Pasha của Shkodër, với 80.000 người đàn ông, hành quân vào đất nước với ý định cuối cùng sáp nhập nó. Trong hai mươi ngày, các lực lượng đối lập đã tham gia vào hầu hết các cuộc xung đột không ngừng. Nhưng những kẻ xâm lược cuối cùng đã khiến kẻ thù của họ trở lại Cetinje. Thủ đô đã bị lấy đi, và tu viện của Ivan Crnojević bị sa thải. Một cống nạp đã được áp đặt cho những người nộp đơn, trong khi các tinh thần táo bạo đã nghỉ hưu đến các đỉnh cao không thể tiếp cận của Lovćen, và từ đó đổ xuống trại Thổ Nhĩ Kỳ. Nhưng thiên nhiên lại một lần nữa ở bên sườn núi. Pasha nhận ra sự thật của câu nói rằng ở Montenegro "một đội quân nhỏ bị đánh bại, một người lớn chết vì đói." Những tảng đá trần không đủ khả năng kiếm tiền cho chủ nhà của anh ta; vì vậy, để lại một đội quân nhỏ của nghề nghiệp phía sau, ông trở về vùng đồng bằng màu mỡ của Albania. Ngay lập tức, đại bàng Montenegro đã lao xuống từ con mắt của họ trên các đồn điền Thổ Nhĩ Kỳ, trong khi các bộ lạc chiến tranh của Kuči và Klimenti trên biên giới Albania rơi xuống thân chính đang trở về Shkodër, gần Podgorica, và gần như tiêu diệt nó. Montenegro đã một lần nữa miễn phí. [7]
Trong thời gian cai trị Mardarije I, Visarion I, và Mardarije II, người Montenegro đã chủ động chiến đấu trong cuộc chiến tranh Candia (1645-1669) ở bên Venetians, trong khi trong các quy tắc của bốn vladikas tự chọn và di sản đầu tiên, họ đã tham gia Morean Chiến tranh (1684-1699). [8] Một trong những trận chiến đáng chú ý nhất của cuộc chiến tranh mà Montenegro tham gia là Trận Herceg Novi năm 1687, trong đó người Venezia vây quanh thành phố từ bờ biển, với người Montenegro cùng làm từ phía đất liền. [10] Tổng số người Montenegro đã giảm xuống còn 1500 người, trong khi chỉ có 170 người Venezia bị giết trong trận chiến. [11]Người Montenegro đóng một vai trò then chốt trong việc ngăn chặn các lực lượng của Topa Pasha được gửi đi để nâng vây. Một lực lượng 300 [12] Montenegro đã phục kích quân đội của Topal Pasha, được đánh số tới 20.000 theo The Wreath Mountain [13], trên đường hẹp trong cánh đồng Kameno và định tuyến nó.

### Danilo

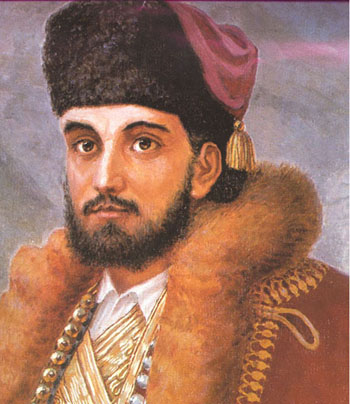
Danilo I của Montenegro

Trong thời gian trị vì của Danilo, hai thay đổi quan trọng đã xảy ra trong bối cảnh Montenegro rộng lớn hơn của châu Âu: việc mở rộng nhà nước Ottoman đã dần dần đảo ngược, và Montenegro tìm thấy ở Đế quốc Nga một người bảo trợ mới mạnh mẽ để thay thế Venice đang suy tàn. Việc thay thế của Venice bởi Nga là đặc biệt quan trọng, vì nó mang hàng cứu trợ tài chính (sau khi Danilo thăm Peter Đại đế năm 1715), tăng lãnh thổ khiêm tốn, và, vào năm 1789, công nhận chính thức bởi các Ottoman Porte độc lập Montenegro như một nhà nước trực thuộc Petar tôi Petrović Njegoš.

### Sava và Vasilije
Metropolitan Danilo được thành công bởi Metropolitan Sava và Metropolitan Vasilije. Sava được chủ yếu chiếm đóng với các nhiệm vụ văn thư và không được hưởng nhiều uy tín trong số những người đứng đầu bộ lạc như người tiền nhiệm của ông đã làm. Tuy nhiên, ông đã giữ được mối quan hệ tốt đẹp với Nga, và nhận được sự giúp đỡ đáng kể từ người kế nhiệm của Đại đế Phêrô Elizabeth.. Trong chuyến đi tới Nga, phó Vasilije Petrović của ông đã nhận được sự tôn trọng đáng kể trong số các bộ lạc bằng cách ủng hộ những người vào thời đó đã bị quân Ottoman tấn công. Ông ta bị người Venezia căm thù nhiều như người Ottoman. Vasilije cũng tích cực trong việc cố gắng thu hút sự ủng hộ của Nga cho Montenegro. Vì mục đích đó, ông đi đến Nga ba lần, nơi ông cũng qua đời năm 1766. Ông cũng viết một trong những cuốn sách lịch sử đầu tiên về Montenegro, Lịch sử Montenegro.

### Šćepan Mali
Năm 1766, một người được gọi là Šćepan Mali ("Stephen the Little") xuất hiện ở Montenegro, được đồn đại là Hoàng đế Nga Peter III, thực tế đã bị ám sát năm 1762. Có tình cảm với Nga, người Montenegro chấp nhận ông là Hoàng đế của họ (1768). Metropolitan Sava đã nói với mọi người rằng Šćepan là một kẻ lừa đảo bình thường, nhưng người ta tin anh ta thay vào đó. Sau sự kiện này, Šćepan đặt Sava dưới sự quản thúc tại gia trong tu viện Stanjevići. Šćepan rất tàn nhẫn và do đó cả hai đều tôn trọng và sợ hãi. Sau khi nhận ra sự tôn trọng mà ông đã ra lệnh, và rằng chỉ có ông có thể giữ người Montenegro cùng nhau, nhà ngoại giao Nga Dolgoruki đã từ bỏ những nỗ lực của ông để làm mất uy tín Šćepan, thậm chí còn hỗ trợ tài chính cho ông. Năm 1771, Šćepan thành lập tòa án thường trực gồm các vị lãnh đạo gia tộc được kính trọng nhất, và kiên quyết khăng khăng đòi quyết định của tòa án.
Tầm quan trọng của tính cách của Šćepan trong việc hợp nhất Montenegro đã được thực hiện ngay sau khi vụ ám sát của ông được thực hiện theo lệnh của Kara Mahmud Bushati, pasha của Scutari. Các bộ lạc Montenegro lại một lần nữa tham gia vào mối thù máu giữa họ. Bushati đã cố gắng nắm bắt cơ hội và tấn công Kuči với 30.000 quân. Lần đầu tiên kể từ khi Metropolitan Danilo, Kuči được Piperi và Bjelopavlići giúp đỡ, và đánh bại quân Ottoman hai lần trong hai năm. [14] [ cần trang ]

### Petar I
Sau cái chết của Šćepan, gubernadur (tiêu đề được tạo ra bởi Metropolitan Danilo để xoa dịu Venetians) Jovan Radonjić, với sự giúp đỡ của Venice và Áo, đã cố gắng áp đặt mình là người cai trị mới. Tuy nhiên, sau cái chết của Sava (1781), các thủ lĩnh Montenegro đã chọn Archimandrite Petar Petrović, một người cháu của Metropolitan Vasilije, là người kế nhiệm.
Petar Tôi cho rằng sự lãnh đạo của Montenegro ở độ tuổi rất trẻ và trong thời gian khó khăn nhất. Ông đã cai trị gần nửa thế kỷ, từ năm 1782 đến năm 1830. Petar I là một giám mục khôn ngoan và là một chỉ huy quân sự vĩ đại đã giành được nhiều chiến thắng quan trọng chống lại người Ottoman, bao gồm Martinići và Krusi năm 1796. Với những chiến thắng này, Petar I giải phóng và củng cố quyền kiểm soát trên Cao Nguyên (Brda) là trọng tâm của chiến tranh liên tục, và cũng tăng cường mối liên kết với Vịnh Kotor, và do đó mục đích mở rộng ra bờ biển phía nam Adriatic.
Năm 1806, khi Hoàng đế Pháp Napoléon tiến về phía vịnh Kotor, Montenegro, được hỗ trợ bởi một số tiểu đoàn Nga và một hạm đội của Dmitry Senyavin, đã đi đến chiến tranh chống lại các lực lượng xâm lược của Pháp. Bất bại ở châu Âu, quân đội của Napoléon đã bị buộc phải rút lui sau khi thất bại tại Cavtat và Herceg-Novi. Năm 1807, hiệp ước Nga - Pháp nhượng Vịnh cho Pháp. Hòa bình kéo dài chưa tới bảy năm; năm 1813, quân đội Montenegro, với sự hỗ trợ đạn dược từ Nga và Anh, giải phóng Vịnh khỏi Pháp. Một hội nghị được tổ chức tại Dobrota đã giải quyết để đoàn kết vịnh Kotor với Montenegro. Nhưng tại Đại hội Vienna, với sự đồng ý của Nga, vịnh đã được trao cho Áo. Năm 1820, về phía bắc Montenegro, bộ lạc Morača giành được một trận chiến lớn chống lại một lực lượng Ottoman từ Bosnia.
Trong thời gian cai trị lâu dài của mình, Petar tăng cường nhà nước bằng cách hợp nhất các bộ tộc thường cãi nhau, củng cố quyền kiểm soát của mình trên các vùng đất Montenegro, và giới thiệu các luật đầu tiên ở Montenegro. Ông đã có quyền lực đạo đức không bị nghi ngờ tăng cường bởi những thành công quân sự của mình. Quy tắc của ông đã chuẩn bị Montenegro cho việc giới thiệu tiếp theo của các tổ chức hiện đại của nhà nước: thuế, trường học và các doanh nghiệp thương mại lớn hơn. Khi ông qua đời, ông đã được tình cảm phổ biến tuyên bố một vị thánh.

### Petar II

Petar II Petrović Njegoš, Lord of Montenegro, nhà thơ và nhà triết học.

Sau cái chết của Petar I, cháu trai 17 tuổi của mình, Rade Petrović trở thành Metropolitan Petar II. Bởi sự đồng thuận của sử gia và văn học, Petar II, thường được gọi là "Njegoš", là ấn tượng nhất của Hoàng tử-Giám mục, đã đặt nền tảng của nhà nước Montenegro hiện đại và Vương quốc Montenegro tiếp theo. Ông là nhà thơ Montenegro nổi tiếng nhất.
Một sự cạnh tranh lâu dài đã tồn tại giữa các đô thị Montenegro từ gia đình Petrović và gia đình Radonjić, một gia tộc hàng đầu từ lâu đã tranh giành quyền lực chống lại quyền lực của Petrović. Sự cạnh tranh này lên đến đỉnh điểm trong thời đại Petar II, mặc dù ông đã giành chiến thắng từ thách thức này và tăng cường nắm giữ quyền lực của mình bằng cách trục xuất nhiều thành viên của gia đình Radonjić từ Montenegro.
Trong công việc nội địa, Petar II là một nhà cải cách. Ông đã giới thiệu các loại thuế đầu tiên vào năm 1833 chống lại sự phản đối gay gắt từ nhiều người Montenegro có ý thức mạnh mẽ về tự do cá nhân và bộ tộc về cơ bản xung đột với khái niệm về các khoản thanh toán bắt buộc cho chính quyền trung ương. Ông đã tạo ra một chính quyền trung ương chính thức bao gồm ba cơ quan, Thượng viện, Guardia và Perjaniks. Thượng viện bao gồm 12 đại diện từ các gia đình Montenegro có ảnh hưởng nhất và thực hiện chức năng điều hành và tư pháp cũng như các chức năng lập pháp của chính phủ. Guardia 32 thành viên đã đi khắp đất nước với tư cách là đại lý của Thượng viện, xét xử các tranh chấp và quản lý luật pháp và trật tự. Các Perjaniks là một lực lượng cảnh sát, báo cáo cho cả Thượng viện và trực tiếp đến Metropolitan.
Trước khi qua đời vào năm 1851, Petar II đặt tên cháu trai Danilo là người kế nhiệm ông. Ông đã giao cho anh một gia sư và gửi anh đến Vienna, từ đó anh tiếp tục học ở Nga. Theo một số sử gia Petar II, nhiều khả năng Danilo đã chuẩn bị trở thành một nhà lãnh đạo thế tục. Tuy nhiên, khi Petar II qua đời, Thượng viện, dưới ảnh hưởng của Djordjije Petrović (người Montenegro giàu có nhất vào thời điểm đó), tuyên bố anh trai của Petar II là Pero là Hoàng tử chứ không phải Metropolitan. Tuy nhiên, trong một cuộc đấu tranh quyền lực ngắn ngủi, Pero, người chỉ huy sự ủng hộ của Thượng viện, đã thua Danilo trẻ tuổi hơn, những người có nhiều sự ủng hộ hơn trong nhân dân. Năm 1852, Danilo tuyên bố một Công quốc Montenegro thế tục với chính mình là Hoàng tử và chính thức bãi bỏ quy tắc giáo hội. [15]

## Hậu quả
Trong Bộ luật của Danilo, ngày 1855, ông tuyên bố rõ ràng rằng ông là "knjaz (công tước, hoàng tử) và gospodar (chúa) của núi đen tự do (Montenegro) và đồi". [16]

## Tổ chức
- Hội đồng chung (zbor) ở Cetinje; hội đồng của các đô thị và bộ tộc công nhận lãnh đạo tinh thần của mình.

#### danh hiệu quý tộc
- serdar (từ serdar Thổ Nhĩ Kỳ), thủ lĩnh bộ lạc và chung
- guvernadur (từ Ý Governatore), danh hiệu di truyền được bổ nhiệm từ anh em Radonjić (1718–1831)

## Danh sách những người cai trị

#### Vladikas tự chọn
- Vavila (Metropolitan từ 1493) (1516–1520)
- German II (1520–1530)
- Pavle (1530–1532)
- Vasilije I (1532–1540)
- Nikodim (1540)
- Romi (1540–1559)
- Makarije (1560–1561)
- Ruvim I (1561–1569)
- Pahomije II (1569–1579)
- Gerasim (1575–1582)
- Venijamin (1582–1591)
- Nikanor và Stefan (1591–1593)
- Ruvim II (1593–1636)
- Mardarije I (1639–1649)
- Visarion I (1649–1659)
- Mardarije II (1659–1673)
- Ruvim III (1673–1685)
- Vasilije II (1685)
- Visarion II (1685–1692)
- Sava I (1694 - 1696 tháng 7)